# جيمس جاي كلاين
جيمس جاي كلاين (بالإنجليزية: James J. Cline)‏ هو مدير فني أمريكي، ولد في 2 مارس 1899 في مقاطعة فريمونت في الولايات المتحدة، وتوفي في 19 يوليو 1969 في مقاطعة لوس أنجلوس في الولايات المتحدة.